# Llengües neoaramees
Les llengües neoaramees o aramees modernes són variacions de l'arameu que s'utilitzen (o que s'utilitzaven fins fa poc) com a llengües parlades actualment. Algunes llengües neoaramees són reconegudes oficialment com a llengua de minoria a l'Iraq.